# Evaporímetro Piché
Aparato que mide la evaporación potencial, es decir, la cantidad de agua por unidad de área y de tiempo que se evapora a través de una pequeña superficie puesta al aire libre.
Consta de un tubo cilíndrico de vidrio, de 25 cm de largo y 1.5 cm de diámetro, abierto por un extremo y cerrado por el otro, con una [escala]grabada creciente en milímetros. En el extremo abierto, una pinza terminada en una arandela metálica, hace que se pueda tapar con un disco de papel filtro normalizado de 30 mm de diámetro y 0.5 mm de espesor, fijada por capilaridad y mantenida por un resorte. Se rellena el tubo con agua (a poder ser de lluvia), se tapa con el disco y se cuelga con este en la parte inferior, anotando la graduación alcanzada por el agua. Al día siguiente se vuelve a medir la altura de la columna de agua (hay que tener en cuenta en ambos casos los efectos de la capilaridad del agua). La diferencia entre ambas alturas es la evaporación potencial del día anterior.
El proceso de evaporación está ligado esencialmente al déficit higrométrico del aire; sin embargo, el aparato no tiene tal vez en cuenta suficientemente la influencia de la insolación. Este aparato, en las estaciones hidrometeorológicas se instala bajo abrigo.